# گیلاس فوجی
مامه-زاکورا (به ژاپنی: マメザクラ) یا گیلاس فوجی یا پرونوس اینسیسا (نام علمی: Prunus incisa) یکی از انواع سردهٔ پرونوس و همچنین یک نوع درخت ساکورای خودرو است. این درخت به صورت خودرو در حوالی کوه فوجی و هاکونه می‌روید و به همین دلیل به آن فوجی-ساکورا یا هاکونه-ساکورا نیز گفته می‌شود. طول درخت آن نسبتاً کوتاه است. شکوفه‌های پنج گلبرگ دارند و قطر آن کوچک در حدود ۱ تا ۲ سانتیمتر است.